# Сан-Жуан-де-Овар
Сан-Жуан-де-Овар (порт. São João; МФА: [ˈsɐ̃w ʒu.ˈɐ̃w]) — парафія в Португалії, у муніципалітеті Овар. Розташована в західній частині країни, на теренах історичної португальської провінції Бейра. Входить до складу округу Авейру. За адміністративним поділом, чинним до 1976 року, терени парафії були складовою провінції Берегова Бейра. Належить до Авейрівської діоцезії Католицької церкви. Патрон — святий Іван. Площа — 14,7325 км². Населення — 6276 ос. (2011). Середньо урбанізований регіон. Густота населення — 426 осіб/км²
. Код — 011508.

## Населення
| 1991  | 2001  | 2011  |
| 6.462 | 6.695 | 6.276 |